# Опасне везе (филм)
Опасне везе (енгл. „Dangerous Liaisons“) је америчка костимирана драма из 1988. снимљена по епистоларном роману Шодерлоа де Лаклоа из 1782. Догађања у филму пратимо кроз писма два главна лика: маркизе де Мертеј и виконта де Валмона, док писма осталих служе као допуна и допринос емотивној дубини романа. Филм је био номинован за седам Оскара, између осталих и за Оскар за најбољи филм, а освојио је три: Оскар за најбољи адаптирани сценарио, Оскар за најбољи костим и Оскар за најбољу сценографију. Глен Клоус је била номинована за Оскар за најбољу главну, а Мишел Фајфер за Оскар за најбољу споредну глумицу, али ниједна није освојила награду. Фајферова је за улогу у филму била награђена наградом BAFTA.
Филм је снимљен у Француској, а неки делови у Версајском дворцу. За музику за филм одабрана су дела Вивалдија, Баха, Хендла и Глука.

## Радња
Маркиза де Мертеј, једна од најмоћнијих и најлукавијих племкиња из Париског високог друштва, моли свог пријатеља (и бившег љубавника), згодног али безосећајног виконта де Валмона да заведе младу Сесил Воланж, која је обећана маркизином бившем мужу. Маркиза жели да му се освети тако што ће, захваљујући њој, Сесил пре брака спавати са мушкарцем. Виконт на почетку одбија маркизину замисао јер жели да се у потпуности посвети освајању лепе мадам де Турвел, која живи на селу, у кући његове тетке. Међутим, када сазна да је Сесилина мајка, госпођа Воланж послала писмо мадам де Турвел у коме је саветује да се клони виконта због његових многобројних афера, он одлучује да јој се освети баш тако што ће спавати са њеном кћерком, односно послушати маркизу де Мертеј. Искористиће и чињеницу да је Сесил заљубљена у свог учитеља клавира, младог и наивног Дансенија, тако што ће се понудити да им преноси писма, у чијем ће писању учествовати и маркиза де Мертеј, као Дансенијева заштитница. Убрзо, Валмон улази у собу код Сесил и силује је под претњом да ће ако било шта каже више нашкодити самој себи него њему. Сутрадан за доручком, Сесил је ван себе и не може да једе, а већ кад јој Валмон преко стола упути један перверзан знак, она устаје и трчи у своју собу. Забринута за њено здравље, њена мајка зове своју пријатељицу, маркизу де Мертеј, да поприча са Сесил и својим понашањем позитивно утиче на њу. Међутим, маркиза саветује девојку да се препусти виконту, јер није наодмет да у брак уђе са елементарним знањима о сексу, уз помоћ којих може владати супротним полом. Тако Сесил почиње сексуалну везу са Валмоном, док маркиза истовремено за љубавника узима Дансенија. У све ове односе уплиће се и мадам де Турвел, заносно лепа и побожна жена, која се полако заљубљује у Валмона. И Валмон ће бити заљубљен у њу, а веза у којој ће касније бити, биће прва у његовом животу која није чисто сексуалне природе. 
Маркиза очекује да јој Валмон донесе писмени доказ да је био са госпођом Турвел, како би га она наградила оним што обоје тако дуго желе, и да, наравно, раскине са њом. Он након тога одлази госпођи де Турвел и говори јој да му је била само једна у низу, а маркизи после извесног времена доноси писмо у којем госпођа Турвел говори о њиховом односу. 
Али када Валмон затражи награду - секс, ова га одбија, говорећи му да је чак и њега насамарила, и да је испао глуп што је раскинуо са мадам де Турвел у коју је, очигледно, био заљубљен. Валмон је пита да ли она то жели рат, на шта она каже: да! Не часећи часа, маркиза Дансенију шаље писмо у којем га извештава о вези Валмона и његове драге Сесил Воланж, након чега Дансени изазива Валмона на двобој и убија га. Виконт на самрти говори Дансенију да се клони маркизе де Турвел и да пронађе начин да воли мадам де Турвел. Исто тако, даје му писма која је чувао у недрима, а која су докази о пакостима маркизе де Мертеј. Дансени у једном манастиру проналази мадам де Турвел, и пошто јој говори да јој је Валмон поручио да је искрено волео и да је његов живот после њиховог раскида био бесмислен, она умире. Филм се завршава тако што маркиза де Мертеј бежи из опере у којој су јој згрожени људи добацивали и викали да иде.

## Улоге
| Глумац         | Улога             |
| -------------- | ----------------- |
| Глен Клоус     | маркиза де Мертеј |
| Џон Малкович   | виконт де Валмон  |
| Мишел Фајфер   | мадам де Турвел   |
| Ума Терман     | Сесил де Воланж   |
| Кијану Ривс    | Рафаел Дансени    |
| Милдред Натвик | госпођа Розмонд   |
| Свуси Керц     | мадам де Воланж   |